# Your Sinclair
Your Sinclair o simplemente YS fue una revista británica de informática dedicada al ordenador Sinclair ZX Spectrum. Fue publicada inicialmente por Dennis Publishing y a partir de 1990 por Future plc durante varios años. La vida de esta revista se extendió desde diciembre de 1983 hasta septiembre de 1993.
Lanzada con el nombre de Your Spectrum, que fue rápidamente cambiado, se publicaron en total 93 números.